# Terrorisme raciste
 (décembre 2024).
Le terrorisme raciste est l'ensemble des activités considérées comme terroristes et entreprises par des personnes ou des groupes qui expriment des motivations liées au racisme, il est très souvent lié au terrorisme d'extrême droite et au suprémacisme blanc. Le terme est utilisé depuis les années 2010 par des journalistes, des militants et des politiciens (dont la chancelière allemande Angela Merkel) pour dénoncer le caractère terroriste d'attaques visant des communautés en vue de leur origine ou ethnie, et visant à semer la terreur dans ces communautés. La montée des thèses de l'extrême droite en Europe et en Occident depuis la fin des années 1990 et notamment la diffusion de la thèse du grand remplacement, conduit à la perpétration toujours plus fréquente d'attaques racistes parfois qualifiées de terroristes, comme les attentats de Christchurch en 2019. Aux Etats-Unis ce type de terrorisme survit malgré l'interdiction du Ku Klux Klan, et avec la résurgence du mouvement suprémaciste blanc.
Depuis l'après-guerre et la chute des régimes fascistes en Europe, divers organisations ou individus imprégnés d'une idéologie néonazie, nationaliste, suprémaciste blanche ou intégriste ont perpétré des attaques terroristes dans le but politique de nuire aux individus considérés comme étrangers et à leur intégration dans la société. Ces protagonistes ont usé de différents modes d'action, notamment des attentats à la bombe, tueries de masse, sabotages, assassinats. Les communautés visées sont notamment constituées des juifs, des musulmans et des latinos aux Etats-Unis.

## Débats et polémiques sur l'usage du terme de "terrorisme"
Régulièrement lors d'actes de terrorisme raciste ou d'extrême droite, l'absence d'usage du terme "terrorisme" pose question, par analogie aux attentats islamistes ou commis par des personnes musulmanes, automatiquement qualifiés d'attentats terroristes. Ainsi après la  Fusillade du 23 décembre 2022 à Paris, à l'encontre de militants kurdes, de nombreux journalistes et personnes politiques s'indignent de ce traitement inégal de l'actualité. Ainsi l'avocat Guillaume Martine déplore que le PNAT ne soit « pas saisi dans la minute, contrairement aux faits commis par "type-issu-de-l'immigration-et-vaguement-musulman" ».
Le ministre français de la Justice prend position en indiquant que la différence entre un crime raciste, et un acte terroriste consiste en "l'adhésion ou pas à une idéologie politique revendiquée". Le suspect, qui avait précédemment commis des attaques similaires, a reconnu avoir agi avec préméditation, dans le but précis de "tuer des étrangers".